# عراعير
عراعير أو عراعر هي بلدة في محافظة مادبا الواقعة شمال غرب الأردن، يُعتقد أنها بلدة عروعير المذكورة في الكتاب المقدس، وأرويس أو Aroes في الحقبتين الهيلنستيّة والرومانيّة.

## الموقع
تقع بلدة عراعير على بعد اثني عشر ميلًا شرقيّ البحر الميت، جنوبيّ ذيبان بقليل.